# Lupita Nyong'o
Lupita Amondi Nyong'o (Ciutat de Mèxic, 1 de març de 1983) és una actriu, directora de cinema i videoclips mexicokenyana. És la quarta actriu mexicana a ser nominada a un Oscar. Les altres, en ordre cronològic són: Katy Jurado per Broken Lanza (1954), Salma Hayek per Frida (2002) i Adriana Barraza per Babel (2006).
Va assolir la fama el 2013 gràcies a la pel·lícula 12 anys d'esclavitud, del director britànic Steve Rodney McQueen, per la qual va ser aclamada per la crítica.
Va guanyar l'Oscar a la millor actriu secundària i el Premi SAG a la millor actriu de repartiment, i va ser nominada al BAFTA a la millor actriu secundària i al Globus d'Or a la millor actriu secundària per aquesta pel·lícula, entre altres premis internacionals.
El 2024 va obtenir la ciutadania estatunidenca.

## Filmografia

### Cinema
| Any  | Títol                                                                          | Paper                | Notes         |
| ---- | ------------------------------------------------------------------------------ | -------------------- | ------------- |
| 2008 | East River                                                                     | F                    | Curtmetratge  |
| 2013 | 12 Years a Slave                                                               | Patsey               |               |
| 2014 | Non-Stop                                                                       | Gwen Lloyd           |               |
| 2015 | Star Wars episodi VII: El despertar de la força (Star Wars: The Force Awakens) | Maz Kanata           |               |
| 2016 | El llibre de la selva (The Jungle Book)                                        | Raksha (veu)         |               |
| 2016 | Queen of Katwe                                                                 | Nakku Harriet        |               |
| 2017 | Star Wars: Els últims Jedi (Star Wars: The Last Jedi)                          | Maz Kanata           |               |
| 2018 | Black Panther                                                                  | Nakia                |               |
| 2019 | Little Monsters                                                                | Na Caroline          |               |
| 2019 | Us                                                                             | Adelaide Wilson/ Red |               |
| 2019 | Star Wars: L'ascens de Skywalker (Star Wars: The Rise of Skywalker)            | Maz Kanata           | Postproducció |
| 2021 | 355                                                                            | A ser anunciat       | Filmant       |

### Televisió
| Any       | Títol                       | Paper            | Notes                                                     |
| --------- | --------------------------- | ---------------- | --------------------------------------------------------- |
| 2009–2012 | Shuga                       | Ayira            | 5 episodis                                                |
| 2016      | Lip Sync Battle             | D'ella mateixa   | Episodi: "Lupita Nyong'o vs. Regina Hall"                 |
| 2017–2018 | Star Wars Forces of Destiny | Maz Kanata (veu) | 32 episodis                                               |
| 2018      | Star Wars Rebels            | Maz Kanata (veu) | Enregistrament d'arxiu; Episodi: "A World Between Worlds" |